# Spichlerz w Kole
Spichlerz w Kole – dawny spichlerz znajdujący się w Kole. Pochodzi z początku XIX wieku, położony jest nad rzeką Wartą, przy ulicy Żelaznej na terenie osiedla Stare Miasto.
22 września 1950 roku został wpisany do rejestru zabytków.

## Historia
Został wybudowany w XVIII lub pierwszej połowie XIX wieku. Po II wojnie światowej przeszedł na własność Skarbu Państwa. W latach 60. XX wieku użytkowany był przez Poznańskie Zakłady Zielarskie „Herbapol”, prowadzono w nim wówczas skup ziół oraz magazyn. Zachował się jako jedyny z wielu spichlerzy, które usytuowane były nad Wartą w Kole. W 2007 roku odbywały się tam koncerty w ramach Koło Bluesa Festival.
Budynek nie jest dostępny dla zwiedzających. 

## Architektura
Jest to dwukondygnacyjny budynek o konstrukcji sumikowo-łątkowej, ustawiony na kamiennej podwalinie wzmocnionej betonem. Budynek zbudowano na planie prostokąta. Posiada dach łamany typu polskiego, ze szczytami i uskokiem licowanymi deskami. Przy budynku istniały niegdyś zewnętrzne schody.
Pod posadzką części parteru umieszczono zbiorniki o głębokości około 1,3 metra.